# Белкина, Мария Иосифовна
Мари́я Ио́сифовна (Осиповна) Бе́лкина (12 июня, 1912, Екатеринбург — 26 января 2008, Москва) — русская советская писательница, прозаик и литературовед, мемуарист.

## Биография
Родилась в семье художника Осипа Белкина, крещённого еврея (принял православие, чтобы жениться). Отношения в семье родителей Марии и у отца с властями были напряжёнными (тот бежал из России в Константинополь с белыми, но позже вернулся, не пускал дочь в советскую школу, обучая её на дому). В семье была ещё одна дочка, умершая в раннем детстве от скарлатины.
Окончила ИФЛИ имени Н. Г. Чернышевского (1940), где училась на переводчика. Член Союза писателей СССР (1961). Член Союза писателей Москвы.. Жила в «писательском доме» в Лаврушинском переулке
Автор книги о судьбе Марины Цветаевой, семьи Цветаевых-Эфрон (дочери и сыне Марины Цветаевой), исследователь творчества поэтессы
После эмиграции сына в 1977 году в США вела одинокую жизнь, хотела покончить жизнь самоубийством. Похоронена на Новодевичьем кладбище (4 уч.).

## Семья
Муж — критик, библиограф Анатолий Кузьмич Тарасенков (1909—1956), редактор фронтовой газеты Ладожской военной флотилии. Сын — Дмитрий Тарасенков (род. 1941), писатель, журналист, редактор отдела новостей Радио Свобода.

## Сочинения

### Проза
- Степняки: Очерки. М., Молодая гвардия, 1957
- Перекрёстки: Очерки. М., Советский писатель, 1960
- Случай в степи: Очерки. М., Правда, 1960
- Дороге нет конца. М., Политиздат, 1965 (Время и люди)
- Человек и гора: Очерки. М., Советский писатель, 1965
- Дождь перестал: Очерки., М., Советский писатель,1968
- Дождь перестал. М., 1975.
- Скрещение судеб. М., Книга, 1988
- Скрещение судеб. М., 1992
- Скрещение судеб. изд. 3-е, перераб. и доп. М.: Изд-во А и Б, 1999[5]
- Скрещение судеб. М. Эллис Лак. 2008

## Фильмография
- 1990 — «Марина Цветаева»[8]